# Organoyttriumchemie
De organoyttriumchemie bestudeert verbindingen met een directe binding tussen yttrium en koolstof. De interesse is vooral academisch van aard, daarbuiten zijn er weinig toepassingen. De verbindingen gebruiken yttriumchloride, dat zelf uit yttriumoxide in reactie met geconcentreerd zoutzuur en ammoniumchloride wordt verkregen.

## Navigatie
Navigatie Koolstof-elementbinding